# Campeonato Gaúcho de Voleibol Feminino de 2017
O Campeonato Gaúcho de Voleibol Feminino de 2017, foi uma competição disputada entre 15 de julho e 19 de novembro de 2017, correspondendo à principal divisão do voleibol feminino no estado do Rio Grande do Sul.
O torneio é organizado anualmente pela Federação Gaúcha de Voleibol (FGV) e disputado por um número variável de equipes, não havendo dessa forma promoção ou rebaixamento. Neste ano apenas quatro equipes demonstraram interesse na participação do certame regional. Mesmo estreante, a equipe do CEFA, de Marau, conquistou o título de forma invicta, ao derrotar na final a atual campeã, BSBIOS/UPF. A equipe também foi a unica das participantes que disputou também a Superliga Nacional, na sua segunda divisão.

## Fórmula de Disputa
Na primeira fase as quatro equipes enfrentam-se todas contra todas em turno e returno. Todas as equipes se qualificam para a Semifinal. A ordem dos confrontos será determinada pela classificação final da primeira fase (1º x 4º e 2º x 3º). Os confrontos serão em partidas de ida e volta com golden set. A partida final do confronto será na casa da equipe melhor classificada. A final da competição será em jogo único na casa da equipe que teve melhor campanha somando-se a Primeira fase e a Semifinal.

## Equipes participantes
| Equipe     | Cidade      | Ginásio(s)                                         | Última Participação | Temporada 2016 | Títulos (Último) |
| ---------- | ----------- | -------------------------------------------------- | ------------------- | -------------- | ---------------- |
| AEV        | Erechim     | Ginásio do SESI                                    | 2016                | 2º             | 0 (não possui)   |
| BSBIOS/UPF | Passo Fundo | Colégio Notre Dame                                 | 2016                | Campeão        | 2 (2016)         |
| CEFA       | Marau       | Ginásio Jatyr Foresti                              | estreante           | -              | 0 (não possui)   |
| VSMAE      | Santa Maria | Ginásio do Corintians AC CDM Dr. Miguel Sevi Viero | estreante           | -              | 0 (não possui)   |

| AEV (Erechim) VSMAE (Santa Maria) BSBIOS/UPF (Passo Fundo) CEFA (Marau) | AEV (Erechim) VSMAE (Santa Maria) BSBIOS/UPF (Passo Fundo) CEFA (Marau) | AEV (Erechim) VSMAE (Santa Maria) BSBIOS/UPF (Passo Fundo) CEFA (Marau) | AEV (Erechim) VSMAE (Santa Maria) BSBIOS/UPF (Passo Fundo) CEFA (Marau) | AEV (Erechim) VSMAE (Santa Maria) BSBIOS/UPF (Passo Fundo) CEFA (Marau) | AEV (Erechim) VSMAE (Santa Maria) BSBIOS/UPF (Passo Fundo) CEFA (Marau) |
| ----------------------------------------------------------------------- | ----------------------------------------------------------------------- | ----------------------------------------------------------------------- | ----------------------------------------------------------------------- | ----------------------------------------------------------------------- | ----------------------------------------------------------------------- |

## Fase classificatória
- Vitória por 3 sets a 0 ou 3 a 1: 3 pontos para o vencedor;
- Vitória por 3 sets a 2: 2 pontos para o vencedor e 1 ponto para o perdedor.
- Não comparecimento, a equipe perde 2 pontos.
- Em caso de igualdade por pontos, os seguintes critérios servem como desempate: número de vitórias, razão de sets e razão de ralis.

Todas as equipes avançam para a Semifinal do Campeonato

### Primeira Fase

#### Turno
| Sábado, 15 de julho 16:00 | BSBIOS/UPF | 3 — 0             | AEV   | Colégio Notre Dame, Passo Fundo |
| Sábado, 15 de julho 16:00 | 25         | Set 1 Set 2 Set 3 | 22 14 | Colégio Notre Dame, Passo Fundo |

| Sábado, 5 de agosto 14:00 | VSMAE    | 0 — 3             | AEV | CDM Dr. Miguel Sevi Viero, Santa Maria |
| Sábado, 5 de agosto 14:00 | 14 06 12 | Set 1 Set 2 Set 3 | 25  | CDM Dr. Miguel Sevi Viero, Santa Maria |

| Domingo, 13 de agosto 15:00 | VSMAE    | 0 — 3             | CEFA | Ginásio do Corintians AC, Santa Maria |
| Domingo, 13 de agosto 15:00 | 08 10 05 | Set 1 Set 2 Set 3 | 25   | Ginásio do Corintians AC, Santa Maria |

| Sábado, 26 de agosto 18:00 | BSBIOS/UPF | 3 — 0             | VSMAE    | Colégio Notre Dame, Passo Fundo |
| Sábado, 26 de agosto 18:00 | 25         | Set 1 Set 2 Set 3 | 13 07 10 | Colégio Notre Dame, Passo Fundo |

| Sexta-feira, 15 de setembro 20:00 | CEFA | 3 — 0             | AEV      | Ginásio Jatyr Foresti, Marau |
| Sexta-feira, 15 de setembro 20:00 | 25   | Set 1 Set 2 Set 3 | 16 19 21 | Ginásio Jatyr Foresti, Marau |

| Domingo, 17 de setembro 16:00 | BSBIOS/UPF  | 2 — 3                         | CEFA        | Colégio Notre Dame, Passo Fundo |
| Domingo, 17 de setembro 16:00 | 21 09 25 16 | Set 1 Set 2 Set 3 Set 4 Set 5 | 25 18 21 18 | Colégio Notre Dame, Passo Fundo |

#### Returno
| Sábado, 23 de setembro 16:00 | AEV            | 2 — 3                         | BSBIOS/UPF     | Ginásio do SESI, Erechim |
| Sábado, 23 de setembro 16:00 | 21 28 19 25 10 | Set 1 Set 2 Set 3 Set 4 Set 5 | 25 26 25 20 15 | Ginásio do SESI, Erechim |

| Sábado, 30 de setembro 20:00 | CEFA | 3 — 0             | BSBIOS/UPF | Ginásio Jatyr Foresti, Marau |
| Sábado, 30 de setembro 20:00 | 25   | Set 1 Set 2 Set 3 | 20 17 11   | Ginásio Jatyr Foresti, Marau |

| Sábado, 14 de outubro 16:00 | VSMAE | 0 — 3             | BSBIOS/UPF | Ginásio do Corintians AC, Santa Maria |
| Sábado, 14 de outubro 16:00 | 06 12 | Set 1 Set 2 Set 3 | 25         | Ginásio do Corintians AC, Santa Maria |

| Sábado, 14 de outubro 17:00 | AEV         | 1 — 3                   | CEFA     | Ginásio do SESI, Erechim |
| Sábado, 14 de outubro 17:00 | 20 25 18 13 | Set 1 Set 2 Set 3 Set 4 | 25 16 25 | Ginásio do SESI, Erechim |

| Domingo, 15 de outubro 14:00 | AEV | 3 — 0             | VSMAE    | Ginásio do SESI, Erechim |
| Domingo, 15 de outubro 14:00 | 25  | Set 1 Set 2 Set 3 | 18 21 13 | Ginásio do SESI, Erechim |

| Domingo, 29 de outubro 10:00 | CEFA | 3 — 0             | VSMAE    | Ginásio Jatyr Foresti, Marau |
| Domingo, 29 de outubro 10:00 | 25   | Set 1 Set 2 Set 3 | 09 05 07 | Ginásio Jatyr Foresti, Marau |

### Classificação Final
|  |

|     |            |     | Jogos | Jogos | Jogos | Resultados | Resultados | Resultados | Resultados | Resultados | Resultados | Sets | Sets | Sets  | Pontos | Pontos | Pontos |
| Pos | Equipe     | Pts | T     | V     | D     | 3–0        | 3–1        | 3–2        | 2–3        | 1–3        | 0–3        | V    | P    | R     | V      | P      | R      |
| --- | ---------- | --- | ----- | ----- | ----- | ---------- | ---------- | ---------- | ---------- | ---------- | ---------- | ---- | ---- | ----- | ------ | ------ | ------ |
| 1   | CEFA       | 17  | 6     | 6     | 0     | 4          | 1          | 1          | 0          | 0          | 0          | 18   | 3    | 6,000 | 498    | 320    | 1.556  |
| 2   | BSBIOS/UPF | 12  | 6     | 4     | 2     | 3          | 0          | 1          | 1          | 0          | 1          | 14   | 8    | 1.750 | 480    | 389    | 1.234  |
| 3   | AEV        | 7   | 6     | 2     | 4     | 2          | 0          | 0          | 1          | 1          | 2          | 9    | 12   | 0.750 | 435    | 436    | 0.998  |
| 4   | VSMAE      | 0   | 6     | 0     | 6     | 0          | 0          | 0          | 0          | 0          | 6          | 0    | 18   | 0,000 | 182    | 450    | 0.404  |

|  |                                    |
|  | Equipes classificadas à Semifinal. |

## Segunda Fase
|  | Semifinais | Semifinais | Semifinais | Semifinais |   |  | Final | Final | Final | Final |
|  |            |            |            |            |   |  |       |       |       |       |
|  | 1          | CEFA       | 3          | 3          |   |  |       |       |       |       |
|  | 4          | VSMAE      | 0          | 0          |   |  |       |       |       |       |
|  |            |            |            |            |   |  | CEFA  | 3     | –     |       |
|  |            |            | BSBIOS/UPF | 0          | – |  |       |       |       |       |
|  | 2          | BSBIOS/UPF | 3          | 3          |   |  |       |       |       |       |
|  | 3          | AEV        | 0          | 1          |   |  |       |       |       |       |

### Semifinais
Jogos de Ida
| Sábado, 28 de outubro 15:00 | AEV      | 0 — 3             | BSBIOS/UPF | Ginásio do SESI, Erechim |
| Sábado, 28 de outubro 15:00 | 22 20 18 | Set 1 Set 2 Set 3 | 25         | Ginásio do SESI, Erechim |

| Sábado, 4 de novembro 18:00 | VSMAE    | 0 — 3             | CEFA | Ginásio Jatyr Foresti, Marau |
| Sábado, 4 de novembro 18:00 | 07 06 09 | Set 1 Set 2 Set 3 | 25   | Ginásio Jatyr Foresti, Marau |

Jogos de Volta
| Quarta-feira, 8 de novembro 20:00 | BSBIOS/UPF | 3 — 1                   | AEV         | Colégio Notre Dame, Passo Fundo |
| Quarta-feira, 8 de novembro 20:00 | 25 22 25   | Set 1 Set 2 Set 3 Set 4 | 18 25 12 23 | Colégio Notre Dame, Passo Fundo |

| Domingo, 5 de novembro 10:00 | CEFA | 3 — 0             | VSMAE    | Ginásio Jatyr Foresti, Marau |
| Domingo, 5 de novembro 10:00 | 25   | Set 1 Set 2 Set 3 | 07 10 08 | Ginásio Jatyr Foresti, Marau |

### Final
| Domingo, 19 de novembro 19:30 | CEFA | 3 — 0             | BSBIOS/UPF | Ginásio Jatyr Foresti, Marau |
| Domingo, 19 de novembro 19:30 | 25   | Set 1 Set 2 Set 3 | 11 19 17   | Ginásio Jatyr Foresti, Marau |

## Classificação final
| Posição        | Equipe                   |
| -------------- | ------------------------ |
| Campeão        | CEFA (Marau)             |
| Vice-campeão   | BSBIOS/UPF (Passo Fundo) |
| Terceiro lugar | AEV (Erechim)            |
| 4              | VSMAE (Santa Maria)      |

| Campeonato Gaúcho de Voleibol Feminino 2017 |
| ------------------------------------------- |
| CEFA (1º Título)                            |